# Claudia Kessler

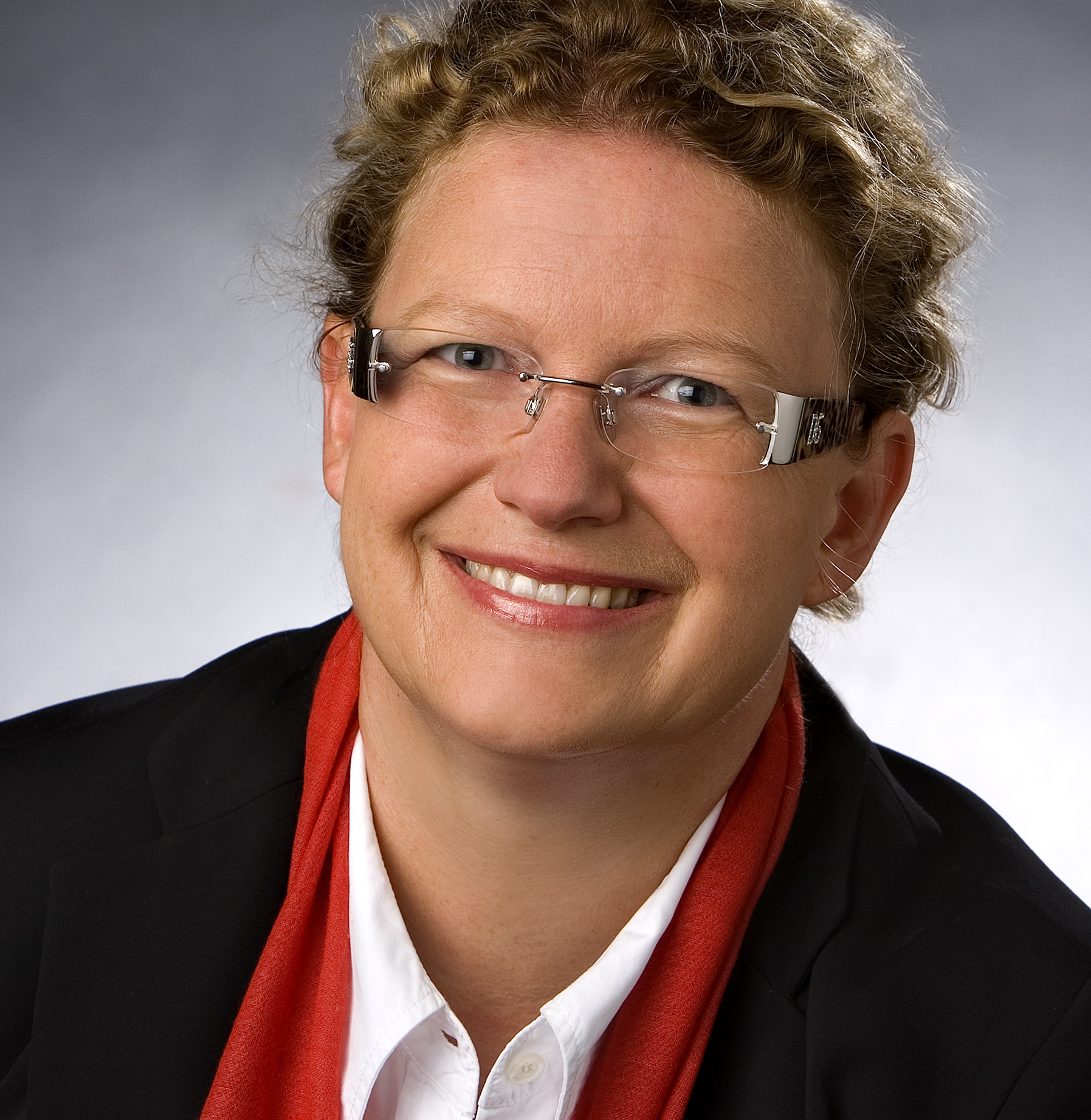
Claudia Kessler (2012)

Claudia Kessler (geboren 1965) ist eine deutsche Ingenieurin für Luft- und Raumfahrttechnik und eine der wenigen weiblichen Führungskräfte im Bereich Raumfahrt. Sie ist Gründerin der privaten Stiftung Die Astronautin, mit deren Unterstützung die erste deutsche Astronautin ins All fliegen sollte.

## Leben und Wirken
Claudia Kessler wuchs im oberbayerischen Mühldorf am Inn auf. Ihre Mutter engagierte sich in der Kommunalpolitik und war die erste Frau in Mühldorf am Inn, die zur Stadträtin gewählt wurde, ihr Vater war Automechaniker und später Autohändler. 
Nach dem Abitur studierte sie ab 1984 Maschinenbau an der TU München. Mit bestandenem Vordiplom wählte sie die Spezialisierung Luft- und Weltraumfahrttechnik und beendete das Studium 1990 als Diplomingenieurin. Ihre Abschlussarbeit 1989–1990 entstand in Zusammenarbeit mit dem Institut für Raumfahrt und Astronautik Japan. Im Anschluss daran erhielt sie ihre erste Festanstellung und arbeitete bis 1999 bei Kayser-Threde, einem mittelständischen Raumfahrttechnik-Unternehmen in München. 1993 absolvierte sie ein Zusatzstudium an der International Space University im Elsass.
1999 wechselte Claudia Kessler als Managerin zu EADS Raumtransport. Ab 2004 war sie 14 Jahre lang für HE Space Operations als Personalvermittlerin für Fachkräfte der Luft- und Raumfahrttechnik tätig. HE Space ist spezialisiert auf die Personalrekrutierung mit einem ausschließlichen Fokus auf den Raumfahrtsektor. Im Unternehmen selbst wurde die Gleichstellung der Frau gelebt und bewiesen, dass ein ausgewogenes Geschlechterverhältnis auch in technischen Berufen möglich ist: Von 200 technischen Mitarbeiterinnen und Mitarbeitern sind 55 Prozent weiblich.
Ab 2016 begann sie, die Gründung der privaten Initiative Die Astronautin voranzutreiben, deren Geschäftsführerin sie seit 2017 ist. Das Unternehmen hatte sich zum Ziel gesetzt, die erste deutsche Frau als Astronautin zur Internationalen Raumstation ISS zu bringen. Aus ursprünglich 400 Bewerberinnen, die sich 2016 als Kandidatinnen beworben hatten, bereiteten sich mehrere Jahre lang die Meteorologin Insa Thiele-Eich und die Astrophysikerin Suzanna Randall auf einen möglichen Flug zur ISS vor.
Wegen mangelnder Finanzierung wurde der geplante Aufenthalt auf der ISS mehrfach verschoben. Schließlich wurde 2024 die Stiftung Die Astronautin liquidiert.
Durch ihr kontinuierliches Engagement in verschiedenen Führungspositionen schaffte es Claudia Kessler, die Stellung der Frau in technologischen Berufen nachhaltig zu stärken.

## Ehrenämter
2009 gründete Claudia Kessler gemeinsam mit Simonetta Di Pippo, der damaligen Direktorin für Raumfahrt bei der Europäischen Weltraumorganisation (ESA), das Netzwerk Frauen in Aerospace Europe (WIA-E), mit dessen Hilfe internationale Karrieren weiblicher Fach- und Führungskräfte in der Raumfahrt gefördert werden, und das mehr als 500 Mitglieder in 12 europäischen Ländern hat.
Sie ist Mitglied des Senats der Deutschen Gesellschaft für Luft- und Raumfahrt (DGLR) und der International Academy of Astronautics (IAA) sowie Mitglied des Plenums der Handelskammer Bremen. 

## Auszeichnungen
- 2016: Bremer Diversity-Preis[7]
- 2018: 25 Frauen, die unsere Wirtschaft revolutionieren[8]
- 2019: Polarsternpreis vom Österreichischen Weltraum Forum[6]
- 2019: Soroptimist Deutschland Preis[9]